# Замок Кілтіл
Замок Кілтіл (англ. Kilteel Castle, ірл. Caisleán na Cill Chéile) — кашлен на Кілл Хеле — один із замків Ірландії, розташований в графстві Кілдер, біля одноіменного селища Кілтіл, в баронстві Південний Солт. Біля замку є старовинна церква, старовинне кладовище. Замок був частиною прикордонних замків, споруджених навколо Пейлу — англійської колонії в Ірландії для захисту від ірландських кланів. У перекладі з ірландської назва означає «замок Церкви Хеле».

## Історія замку Кілтіл
Земля, де нині стоїть замок Кілтіл була заселена з давніх доісторичних часів. Біля замку зберігся доісторичний курган на вершині пагорба Кілтіл-Вуд. Курган у давні часи був місцем коронацій місцевих королів та вождів клану. Картограф Олександр Тейлор у 1783 році писав про цей курган, що це залишки давньої фортеці. Те саме писав і Джон Тейлор в 1816 році.
У ранньому середньовіччі ця земля належала клану Мак Бренан (ірл. — Meic Bráenáin) — гілки клану Фохарт Архір (ірл. — Fothairt Airthir). Недалеко від місця де стоїть нині замок Кілтіл була резиденція вождя цього клану — фортеця Рахмор. Тут же була і головна церква клану Фохарт Архір — на землі септи Ві Мел Руба (ірл. — Uí Máel Ruba). Назва Кілтіл походить від ірландського Кілл Хеле — Церква Хеле. У VII столітті єпископ Келе Кріст (пом. 727 року) з клану Кенел н-Еогайн збудував тут церкву. У 1179 році в листі Папи Римського згадується ця церква під назвою Кехелі.
Була тут ще одна давня церква — Кілдронан або Келл Епскойп Дронайн (ірл. — Kildronan, Cell Epscoip Drónáin). У 1257 році Моріс ФітцДжеральд дарував цю землю родині Кровал. У 1317 році пріорат Всіх Святих спробував повернути собі цю землю, яка на той час належала Томасу де Кровалу.
Археологічні дослідження показали, що в часи раннього середньовіччя тут крім двох храмів і монастиря була ще кругла фортеця D-подібної форми.
Біля замку збереглися руїни церкви, збудованої в романську стилі. Ця кам'яна церква була збудована біля 800 року. Окремі скульптури з цієї церкви збереглися — були перенесені до інших храмів. Зберігся і великий кам'яний хрест поставлений королем Діармайтом Мак Мурхада — його мати була з клану Мак Бренан. Церква була зруйнована в 1630 році, потім відновлена, потім знову зруйнована. Знаходилась в руках то католиків, то протестантів. У ХІІ — ХІІІ століттях ці землі належали ордену лицарів Госпітальєрів. Є повідомлення, що цей орден збудував тут свій замок у 1212 році. Неясно, хто дарував ці землі ордену — можливо Герард ФітцМоріс (пом. 1204 року), можливо його син Моріс ФітцДжеральд (пом. 1257 року). Збереглися залишки фундаментів замку того часу. Замок Кілтіл стояв на кордоні Пейлу — англійської колонії в Ірландії, тому зазнавав постійних нападів ірландських кланів О'Бірн та О'Тул, що зберегли незалежність від корони Англії і намагалися відвоювати ірландські землі. У 1355 році король Англії Едвард ІІІ видав грамоти щодо захисту земель і замків Кілтіл, Рахмор, Баллімор «від розграбування і спалення Обріном та його спільниками». Королівський акт 1488 року утвердив кордон «чотирьох слухняних графств» — Лаут, Міт, Дублін, Кілдер. Кордон Пейлу — володінь Англії проходив тоді через замки Кілтіл та Рахмор. Аналогічний акт був складений 1495 року.
Нині існуюча споруда замку Кілтіл була збудована біля 1400 року. Це прямокутна п'ятиповерхова споруда, має склепінчасті стелі і підземелля. Зберігся малюнок художника Едвіна Ре без дати, що зображає цей замок. У 1901 році біля замку було знайдене гарматне ядро XVII століття.
Під час реформації місцеві монастирі були розігнані, землі навколо замку Кілтіл отримала родина Ален з Норфолку. У 1536 році Джон Ален став лорд-канцлером Ірландії. Договір оренди від 12 липня 1539 року згадує Томаса Алена та його дружину Мері як володарів Кілтіл і захисників від «ірландських ворогів з клану О'Тул». Мері Ален була дочкою Джона Равсона — віконта Клонтарф, хоча він дав обітницю безшлюбності, коли вступив до ордену Святого Іоана Єрусалимського, але у нього було троє дітей. У 1549 році були помилувані королем Джон Ален та Томас Ален з Кілтіл. У 1554—1556 роках замком володів Роберт Аллен — «ірландський папіст» (католик). У 1561 році Томас Ален з Кілтіл був серед «суддів, комісарів та охоронців світу». У 1626 році згадується Роберт Ален з Кілтіл.
Замок Кілтіл був розгромлений і спалений у 1573 році Рорі О'Мором, а потім ще раз розгромлений і спалений в 1574 році. Корона вважала, що ХІ граф Кілдер — давній ворог родини Ален був у змові з Рорі О'Мором. У 1580 році під час Другого повстання Десмонда на замок Кілтіл напав Фіах Мак Х'ю О'Бірн. Замок тоді захищали 50 вершників і 100 піхотинців. У 1595 році на замок напав син Фіаха Мак Х'ю.
У 1669 році замком володів граф Тірконнелл. Серед орендарів земель навколо замку в XVII столітті згадуються Джонатан Хейс, Джеймс Ештон, Джеймс Шарп, Даніел Рідінг, Джордж Ітон, Вільям Палмер, Томас Колмондлі. Під час якобітських (вільямітських) війн замок і маєток були конфісковані. У 1703 році замок купила компанія «Голоу Сврд Блейд», у 1706 році замок купив Вільям Фовнес. У 1838 році замок і маєток купив Джон Кеннеді, наприкінці ХІХ століття землі маєтку були продані орендарям згідно закону про поміщицьке землеволодіння.